# Karl Friedrich Franciscus von Steinmetz

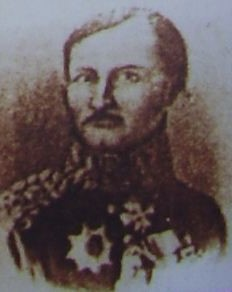
Karl Friedrich Franciscus von Steinmetz

Karl Friedrich Franciscus von Steinmetz (* 26. Oktober 1768 in Namslau; † 11. März 1837 in Potsdam) war ein preußischer Generalleutnant und Kartograf. Er war der Onkel des Generalfeldmarschalls Karl Friedrich von Steinmetz.

## Leben

### Herkunft
Er war der Sohn von Johann Werner von Steinmetz (1727–1778), gebürtig aus der Landgrafschaft Hessen-Kassel und der Ritterschaft des Eichsfeldes angehörend, und der aus Breslau stammenden Maria Magdalena, geborene Held (1736–1796). Sie bekamen vier Kinder, zwei Söhne und zwei Töchter. Sein Vater kämpfte im Siebenjährigen Krieg im preußischen Heer. Nach mehreren Verwundungen wurde er in ein Garnisons-Bataillon versetzt. Bei Ausbruch des Bayerischen Erbfolgekrieges erhielt er die Erlaubnis, ein Freibataillon aufzustellen und als Oberstleutnant zu befehligen. Am 24. November 1778 fiel er an der Spitze seines Bataillons in einem Gefecht bei Komeise in der Nähe von Jägerndorf. In Anerkennung seiner Verdienste teilte der König Friedrich II. persönlich der Witwe mit Bedauern den Verlust an und bewilligte ihr eine Pension. Zugleich befahl er, dass die zwei Söhne im Kadettenkorps aufgenommen und erzogen werden sollen. Zu Ehren des Vaters wurde ihm ein Gedicht gewidmet, das in Steinmetz' Wohnung hing und folgenden Wortlaut hat.

„Der tapfere Steinmetz kämpft und fällt als Held und Patriot,

Berlin beklaget diesen Held, beklaget seinen Tod!

Er führt sein muth'ges Bataillon ganz unerschrocken an,

Erwartet Sieg und Ruhm zum Lohn und fällt als Held und Mann.

Ihn schrecket kein Kanonenknall, kein Schwert, das mordend blitzt,

Auch nicht des würd'gen Kriegers Fall, der treu sein Blut verspritzt,

Er kämpft und siegt, doch ach! er fällt, ihn trifft ein tödtent Blei,

Und Fama sagt, daß er als Held der Lorbeern würdig sei!

So starb ein Steinmetz, edel, kühn, verspritzte sein Blut

Und noch die Nachwelt rühmet ihn und seinen Heldenmuth.

Die Fama schreibt hier seinen Ruhm ins Buch der Helden ein

Und herrlich wird sein Eigenthum in höh'ren Sphären sein“

### Ausbildung
Steinmetz wurde zu Hause von einem Hofmeister unterrichtet und kam am 30. September 1781, wie es der Befehl des Königs war, in die Kadettenanstalt Berlin. Der Ruhm des Vaters, die Anerkennung seiner Verdienste durch den König, so wie die häufigen Anfragen hoher Offiziere der alten Armee und selbst des späteren Königs Friedrich Wilhelm III., ob er der Sohn des bei Komeise gebliebenen Oberstleutnant sei, waren sein Ansporn in die Fußstapfen seines Vaters zu treten und ein rechtschaffener Offizier zu werden. Er entsprach allen Anforderungen im wissenschaftlichen Bereich, aber nicht den physischen, da es ihm an Körpergröße fehlte. So wurde er bei allen Vorstellungen für den Eintritt in das Heer zurückgewiesen. Im März 1787 kam Steinmetz nach Potsdam als Kadett in das Bataillon Königs Grenadier-Garde des Generals von Rohdich. Am 15. Juni desselben Jahres aber wurde er, wegen eines für ihn vorteilhaften Berichtes seines Kommandeurs General von Rohdich, nach Treuenbrietzen in das Füsilierbataillon von Bork versetzt. Dort wurde er, ohne vorher Junker gewesen zu sein, vom Kadetten zum Secondeleutnant.
Das außerdienstliche Leben des Offizierskorps in der Garnison Treuenbrietzen, wo General von Scholten 1781 eine Akademie und dazu die Gesellschaft der Freunde der Wissenschaft und des guten Geschmacks gegründet hatte, förderte seine Neigungen mit der Beschäftigung von Wissenschaft, Malerei und Musik. So lernte er perfekt Violine zu spielen. Dieses Leben wurde 1790 durch eine Mobilmachung mit einem anschließenden Marsch an die Grenze von Böhmen und 1791 mit einer zweiten Mobilmachung und anschließendem Marsch nach Pommern unterbrochen. Hier machte Steinmetz seine ersten militärischen Erfahrungen außerhalb der Garnison.

### Feldzug 1794
Im Mai des Jahres 1794 marschierte sein Bataillon im Feldzug dieses Jahres an den Rhein, ohne dabei in nennenswerte kriegerische Handlungen verwickelt zu werden. Dafür bekam er die Gelegenheit, einen großen Teil von Deutschland kennenzulernen. Im Winter 1794 stand seine Einheit bei Mainz und er fand neben dem militärischen Dienst noch Muse, sich den Künsten hinzugeben. So sah er in Frankfurt Die Zauberflöte, die ihn inspirierte, selbst Flöte blasen zu lernen, da seine Violine nur schwer zu befördern war. Mit dem Basler Frieden 1795 gehörte sein Bataillon zu den Demarkationstruppen im Herzogtum Westfalen und wurde im Winter 1795 auf 1796 weitläufig bei Feuchtwangen stationiert.

### Vermessung des Herzogtums Westfalen

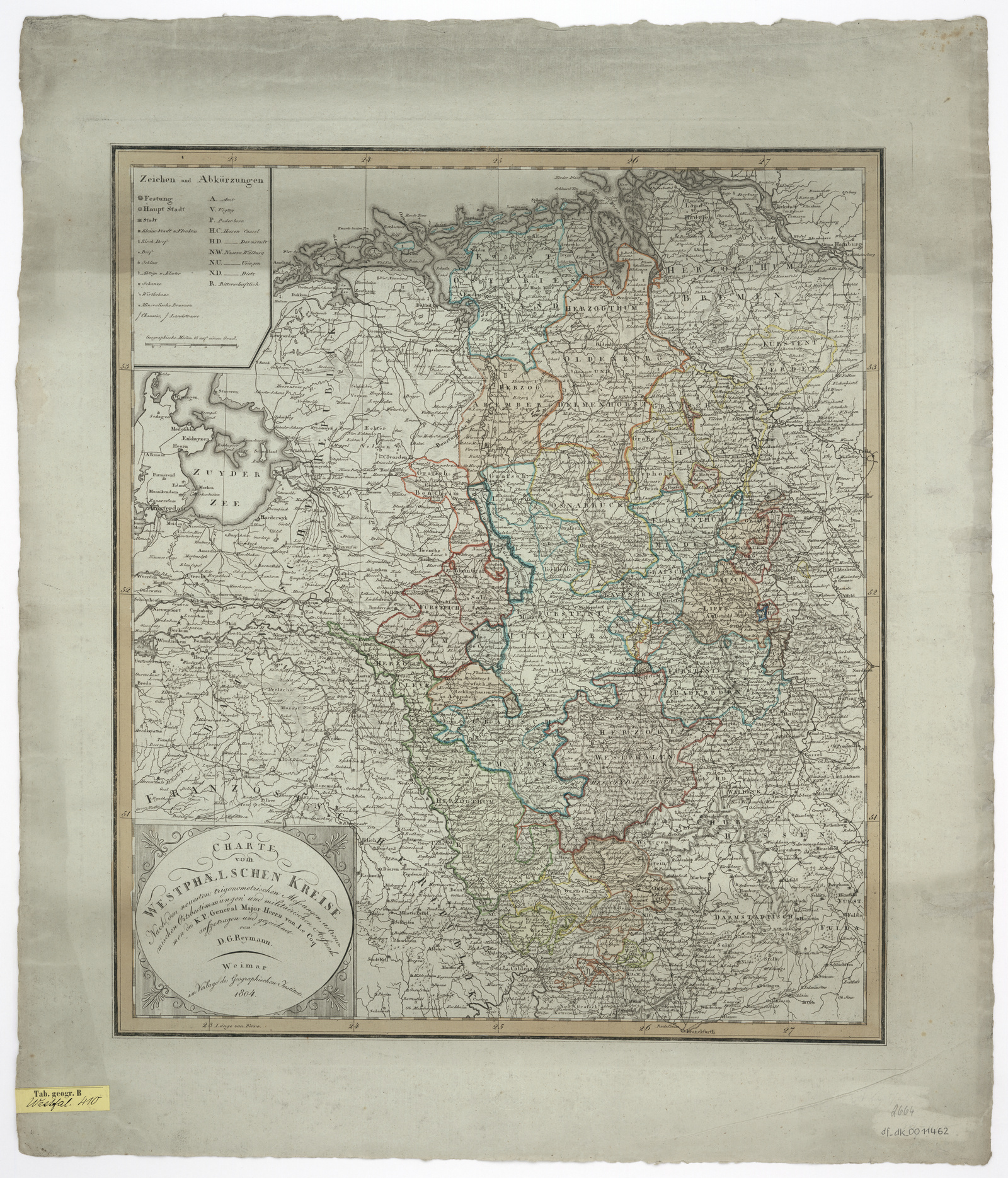
Karte des Westfälischen Kreises von General Le Coq 1804

Von 1796 bis 1805 war er, mit einigen Unterbrechungen, mit der von General von Le Coq geleiteten Vermessung des Herzogtums Westfalen beschäftigt. Hier konnte er nun zum ersten Mal sein geistiges Wissen und Können anwenden. So waren die Vermessungen der Grafschaften Rietberg und Steinfurt sowie der Fürstentümer Paderborn und Waldeck sein Werk. Den Winter 1799 verbrachte er in Ringenberg, wo er sich schriftstellerisch in statistischen und militärischen Schriften, hauptsächlich über Westfalen, betätigte. Über diese Schriften wurde später in der Vereinigung Militärische Gesellschaft, deren Mitglied Steinmetz war, diskutiert. 1800 ließ er seine Familie nachkommen und begann damit, seine Töchter, so wie ihm Zeit blieb, zu unterrichten. In der Befürchtung einer britischen Landung an der Nordseeküste, wurden Truppenkorps zusammengezogen und so kam Steinmetz über Lingen (Ems) und Aurich ins Harlingerland. Doch schon im Juli konnte er zur Vermessung zurückkehren. In Warburg beschäftigt, wurde er 1804 nach Potsdam zum Generalstabsexamen berufen. Wissend, dass für ihn mit einer so großen Familie und keinem Vermögen der Eintritt in den Generalstab nicht annehmbar sei, unterwarf er sich dennoch dem Examen und bestand.

### Feldzüge 1806/12
Als im Herbst 1805 die Vermessung abgeschlossen war, wurde er nach Hildesheim versetzt. Doch kaum da angekommen musste Steinmetz, inzwischen zum Premier-Leutnant befördert, die Formierung eines Depots für sein Bataillon in Magdeburg übernehmen und am 1. Januar 1806 wurde er, im Rang eines Hauptmanns, als Vize-Kommandant in den Stab der Berliner Kadettenanstalt versetzt. Einen Monat später verstarb seine Frau. Da im Oktober 1806 infolge des Feldzuges von 1806 Berlin von den napoleonischen Truppen besetzt war, wurden die Kadetten nach Königsberg verlegt. Steinmetz erhielt den Befehl in Fischhausen das 2. Pommersche Reserve-Bataillon aufzustellen, mit dem er den zur Sicherung des königlichen Hauses nach Memel rückte. Als im März 1807 die Belagerung Kolbergs bevorstand, sollte er mit seinem Bataillon die Besatzung der Festung verstärken. Damit seine noch unerfahrenen Soldaten Erfahrungen sammeln konnten, leitete Steinmetz die Einschiffung am 23. März nach Pommern mit einem Manöver ein.
Am 26. April 1807 in Kolberg, das seit dem 14. März belagert wurde, mit vierzehn Offizieren und 540 Mann angekommen, wurde sein Bataillon am 29. April ins Gefecht geschickt. Es übernahm die Verteidigung eines Teils der Lauenburger Vorstadt und des Cörliner Dammes. Am 17. Mai trug es zur Wiedereroberung der Wolfsbergschanze bei. Nach dem Tod von Waldenfels am 15. Juni, ernannte der Festungskommandant Major von Gneisenau Steinmetz zum zweiten Kommandanten.

Gneisenau schrieb an den König:

„Den Hauptmann v. Steinmetz habe ich interimistisch, bis Ew. Königl. Majestät einen anderen senden, zum Vice-Kommandanten ernannt. Diese Maßregel ist von höchster Nothwendigkeit, falls ich krank oder getödtet werden sollte.“

Nach der erfolgreichen Abwehr der Belagerung wurde er mit der Kabinettsorder als zweiter Kommandant bestätigt und mit dem Orden Pour le Mérite ausgezeichnet. Am 16. August 1807 wurde er, nach Gneisenaus Abgang zur Heeres-Neuorganisation, vom König zum Kommandanten der Festung ernannt.

Der König schrieb am 25. Juli aus Memel an Gneisenau:

„… Die Kommandanten-Geschäfte zu Colberg könnet Ihr einstweilen dem Unter-Kommandanten Capitain v. Steinmetz übertragen. Ich bin Euer wohlaffectionierter König
 Friedrich Wilhelm.“

Sein Bataillon wurde als das 1. Bataillon in das Leibgrenadierregiment übernommen. Nach seiner Ernennung zum Kommandanten, wurde er zum Major befördert. Seit dem Ende der Belagerung kamen immer mehr Streitigkeiten zwischen den Bürgern und dem Militär, so wurden zum Beispiel Soldaten in Wohnhäusern untergebracht, auf und auch Joachim Nettelbeck äußerte sich kritisch über einzelne Begebenheiten, Personen und Offiziere. Als sich dann doch einzelne Offiziere Dinge zu Schulden kommen lassen hatten, steigerte sich der Unwille zur Versöhnung beider Seiten.

Nettelbeck schrieb im November an Gneisenau:

„...an Eintracht der beiden Stände sey nicht mehr zu denken.“

Steinmetz versuchte das Problem zu lösen, er war aber ohne Einfluss auf die Bürgerschaft und bekam in seiner militärischen Stellung keine Hilfe von seinem Vorgesetzten General von Blücher. Sei es nun, dass der General ihm damals abgeneigt war, oder wie er dazu meinte, 

„...im Blücher´schen Hauptquartier die Erfolge, die Auszeichnungen und Belohnungen, welche der Colberger Garnison zu Theil wurden, Gegenstand des Neides geworden seyen, ...“

gelöst wurden sie dadurch aber nicht. Um die schuldigen Offiziere zu bestrafen, schickte er einen Antrag an Blücher, der aber die Genehmigung mit den Worten, 

„um durch solche Bestrafung nicht die Achtung vor dem Militairstand noch mehr zu schwächen,“

verweigerte. In der Garnison wurde dem Alkohol zugesprochen, so dass Steinmetz vom König zur Verantwortung gezogen wurde. Gneisenau schrieb daraufhin an alle Bataillonskommandeure harte Worte, die auch wirkten. Da die Zeitungen immer mehr Berichte über die Streitigkeiten in Kolberg druckten, schickte der König im Juni 1808 eine Kommission nach Kolberg. Die entschied am 1. Juli nach eingehender Untersuchung für das Militär und gegen die Bürger. Fortan entspannte sich das Verhältnis und Steinmetz und Gneisenau wurden als Mitglied in die Bürgerschaft aufgenommen. Im September 1808, seines Amtes als Kommandant müde geworden, beantragte er seine Versetzung, die auch noch vor Jahresende erfolgte. Im Juni 1810 bekam er das Kommando über das Colbergsche Infanterie-Regiment, welches die Kontinentalsperre vom Peenestrom bis nach Rügenwalde aufrechterhalten sollte.
Zu Beginn des Russlandfeldzuges 1812 wurde ihm das Kommando über das, aus dem 2. und dem Füsilierbataillon des 2. Grenadier-Regimentes und dem 1. Bataillon des Colbergsche Infanterie-Regimentes, neu zusammengestellte Infanterie Feld-Regiment Nr. 3 übertragen und der Brigade des Oberstleutnants von Horn unterstellt. Am 19. März 1812 marschierte das Regiment nach Russland ab. Das Regiment kämpfte erfolgreich in zahlreichen Gefechten in den russischen Ostseeprovinzen. Dafür wurde Steinmetz mit dem Roten Adlerorden III. Klasse ausgezeichnet. Am 30. Dezember trennte sich das Füsilierbataillon und ging über Memel nach Stargard, während Steinmetz am 1. Januar 1813 mit den beiden Musketierbataillonen über Tilsit ging und traf am 11. März in Stargard ein. Das Regiment wurde am 10. März 1813 wieder aufgelöst.

### Feldzug 1813

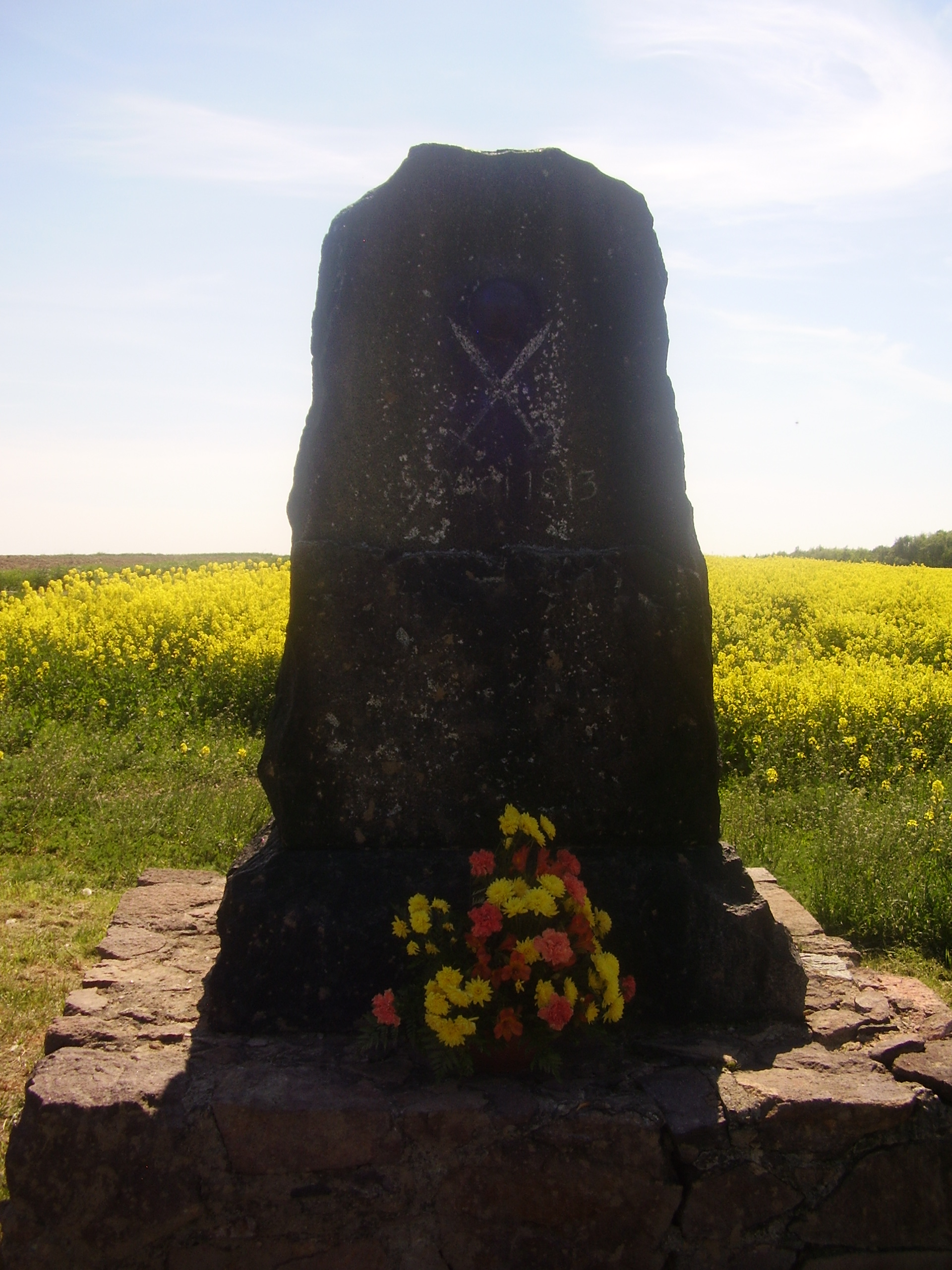
Gedenkstein an das Gefecht bei Gersdorf

Nach der Konvention von Tauroggen kam er am 17. März 1813 mit dem Korps von Yorck in Berlin an. Von Breslau aus, ernannte ihn der König zum Oberstleutnant und schickte ihn als Avantgarde, welche aus preußischen und russischen Truppen bestand, unter General von Kleist nach Wittenberg. Als Kleist mit seiner Avantgarde abberufen wurde, blieb Steinmetz mit nur zwei Bataillonen Infanterie, einem Eskadron Kavallerie und einer reitenden Batterie Artillerie zurück. Er hatte den Befehl die Vorstädte zu räumen. Aus Furcht dem Feind damit jedoch seine Schwäche zu zeigen, behielt er mit seinen wenigen Truppen die gedehnte Stellung bei. Durch Truppenbewegungen, die die Kavallerie und Artillerie durchführen musste, täuschte er dem Feind eine viel größere Truppenanzahl vor. So konnte er Wittenberg, drei Tage, bis zu seiner Ablösung, gegen einen zahlenmäßig überlegenen Feind halten.

Am 28. April kämpfte er im Gefecht von Halle, wo er von Kleist zum Kommandanten der Stadt ernannt wurde und am 2. Mai in der Schlacht bei Großgörschen, wo er die Lücke zwischen dem Dorf Rhana und der Kavallerie füllte und gegen die Franzosen behauptete. Auf dem Rückzug der Verbündeten befehligte er, obwohl erst Oberstleutnant, als Chef der 1. Brigade vom Korps des General Yorks (Steinmetz führte in Vertretung des verwundeten Generals Hünerbein die Brigade) in das Gefecht bei Gersdorf. Das wäre eigentlich eine Aufgabe für einen General gewesen, doch Steinmetz konnte sich gegen die Franzosen behaupten. General Miloradowitsch, in seiner rechten Flanke bedroht, unterstützte ihn rechtzeitig vor der drohenden Niederlage mit russischen Truppen. Das brachte seiner Brigade und den russischen Truppen die alleinige Verfolgung der Franzosen bei. Als Nächstes kämpfte die Brigade in der Schlacht bei Bautzen. Hier hatte sie starke Verluste erlitten, 

„von den 2000 Mann, sagt Steinmetz, mit denen seine Brigade ins Gefecht gegangen, seien ihm am Abend nur noch 950 übrig gewesen.“

 Seine Brigade nahm auf dem Rückzug nach Schlesien auch noch an dem Gefecht bei Siegersdorf teil. Nach dem Waffenstillstand beteiligte er sich an dem Gefecht bei Jühnsdorf. Danach leitete er die der Aufstellung des 2. Garde-Regiments zu Fuß und wurde zum Oberst und Brigadechef der 1. Grenadierbrigade im Yorkschen Korps ernannt. So unterstanden ihm nun vier Grenadier-, acht Landwehr-Bataillone, ein Kavallerie-Regiment und eine Batterie Artillerie. Weiterhin wurde er mit dem Eisernen Kreuz II. Klasse und dem Orden des Heiligen Wladimir III. Klasse ausgezeichnet.

Auch in der Schlacht an der Katzbach hatte Steinmetz entscheidenden Anteil am Sieg. Als sich das russische Korps von Langeron in einer rückgängigen Bewegung befand, schlug er vor, sich dem Strom entgegenzustellen und die Langeronschen Truppen zum Anhalten zu bewegen. Das gelang, nachdem er mit zwei Bataillonen durch das hoch angeschwollene Wasser der Wütenden Neiße ging. In der Schlacht bei Wartenburg hatte er die Aufgabe mit seiner Brigade den ersten Angriff zu führen, der aber misslang. So stand die Brigade sieben Stunden unter Feuer und hatte 992 Tote und Verwundete. General York sagte darüber: 

„Der Obrist Steinmetz habe nicht so heftig vorgehen, seine Leute mehr schonen müssen;“

 aber in seinem Bericht an den König spricht er seine Bewunderung aus: 

„Obrist Steinmetz hat an diesem Tage den schwersten Posten mit der ihm eigenthümlichen Kaltblütigkeit behauptet; mit seiner Brigade gegen das durch Wall, Morast und Verhau unangreifbare Wartenburg gestellt, bot er hier dem Feinde während eines achtstündigen Gefechtes die Spitze und nur hierdurch wurde es möglich, das Dorf von Bleddin aus zu umgehn, indem der Feind seine Kräfte gegen den Obrist Steinmetz concentrirte.“

 In der Völkerschlacht bei Leipzig war seine Brigade am 16. Oktober 1813 als Reserve erst kurz vor Ende der Gefechte dieses Tages bei Möckern ins Schlachtengetümmel geworfen worden, aber auch ihm gelang es nicht den Ort vollständig einzunehmen. Er wurde durch eine Kugel im linken Armgelenk so schwer verwundet, dass er das Gefechtsfeld verlassen musste und zur Genesung nach Halle und später nach Berlin reiste. Damit war für ihn der Feldzug 1813, 1814 beendet. Im Dezember 1813 wurde Steinmetz zum Generalmajor ernannt und ihm wurde die Aufgabe erteilt, die Aufstellung der Landwehr zwischen Weser und Rhein, in der Stärke von 20 Bataillonen und 10 Eskatrons, zu vollenden.

### Feldzug 1815
Nach dem Ersten Pariser Frieden 1814 wurde Steinmetz zum Kommandanten der Zitadelle Wesel, unter Beibehaltung seines Brigadekommandos, ernannt und als ein neuer Krieg gegen Frankreich bevorstand, erhielt er die 1. Brigade im 1. Korps von General von Zieten. Mit dieser Brigade war er bereits einen Tag vor der Schlacht bei Ligny in Gefechte verwickelt worden. In der Schlacht bei Waterloo gelang ihm am 2. und 3. Juli 1815 mit seiner Brigade die Einnahme des Dorfes Issy. Für seine Leistungen in diesem Feldzug erhielt er das Eiserne Kreuz I. Klasse, das Eichenlaub zum Orden Pour le Mérite und in Wesel den Russischen Orden der Heiligen Anna I. Klasse und den Orden des Heiligen Georg III. Klasse.

### Lebensabend
Nach dem Zweiten Pariser Frieden 1815 war er als Brigadechef in Trier in Garnison, aber wegen eines Magenleidens ersuchte er beim König seinen Abschied aus der Armee. Dieser wurde ihm am 16. März 1817 als Generalleutnant mit einer Pension von 1000 Talern bewilligt. Er verabschiedete sich in Trier von seinem Offizierskorps mit folgenden Worten:

„er hätte in der dermaligen Friedenszeit recht gut noch länger dienen können, allein wenn der Offizier sich sagen müsse, nicht mehr felddienstfähig zu sein, da wäre es dessen Pflicht, auch aus dem Friedensdienst zu scheiden, was im Interesse des Allerhöchsten Dienstes nicht genug empfohlen werden könne.“

Als Pension bekam er die Einkünfte der Domäne Schönwalde bei Silberberg, deren Bewirtschaftung er übernahm und das er 1818 kaufte. Bereits 1821 verkaufte Steinmetz den Besitz wieder und zog in eine Villa nach Potsdam, wo er 1837 starb.

### Familie
Steinmetz hatte sich am 17. Februar 1793 mit Magdalene Dorothee Vigny La Rosière (1776–1806) verheiratet. Sie war die Tochter des Generalmajors Grafen d' Heinze († 1810). Aus der Ehe gingen folgende Kinder hervor:
- Emilie Juliane Albertine (* 1793)
- Karoline (* 1796)
- Wilhelmine Julie Elisabeth Margarete (1801–1863) ⚭ Karl Friedrich von Steinmetz (1796–1877)
- Emma (1803–1855) ⚭ 1842 Albrecht von Sydow (1799–1861)
- Wilhelmine Franziska (1804–1806)
- Antoinette Wilhelmine (*/† 1806)